# Pierre Desgranges (homme politique, 1898-1976)
Pour les articles homonymes, voir Pierre Desgranges et Desgranges.
Pierre Desgranges, né le 13 janvier 1898 à Lyon (Rhône) et mort le 1er avril 1976 à Roquebrune-Cap-Martin (Alpes-Maritimes), est un homme politique français.

## Biographie
Engagé volontaire, à 18 ans, en 1916, il termine la première guerre mondiale avec le grade de sous-lieutenant.
Rendu à la vie civile, il travaille comme ouvrier métallurgiste à Saint-Etienne, et connaît une rapide promotion sociale : ingénieur de fabrication en 1922, il devient ensuite directeur technique.
Mobilisé, comme capitaine d'artillerie, en 1939, il participe ensuite à la résistance, au sein de l'Armée secrète. Arrêté par la Gestapo en février 1943, il est torturé, puis déporté à Fossenbourg, puis Eisenberg.
Libéré en mai 1945, il est déclaré peu de temps après invalide à 40 %. Son action pendant la deuxième guerre mondiale lui vaut la médaille de la résistance.
Créant sa propre entreprise, à Andrezieux, en 1946, il adhère au Rassemblement du Peuple Français dès sa création, en 1947, et, cette même année, est élu maire de sa commune.
Aux législatives de 1951, il figure en deuxième position sur la liste gaulliste menée dans la Loire par Jean Nocher, et est élu député.
A l'assemblée, il s'intéresse principalement aux problèmes industriels et commerciaux, et notamment à la crise de la filière textile, ainsi qu'à la situation des anciens combattants et résistants. Il propose notamment la création d'un pécule mensuel pour les anciens prisonniers de la première guerre mondiale, ainsi que l'octroi d'une retraite sans condition d'âge, aux anciens combattants volontaires des deux guerres.
Ayant rejoint les Républicains sociaux après la mise en sommeil du RPF, c'est sous cette étiquette qu'il se présente en tête de liste aux législatives de 1956, mais en vain.
Après cette date, il semble s'être éloigné de la politique.

## Détail des fonctions et des mandats
Mandats locaux
- 27 octobre 1947 - 27 février 1965 : Maire d'Andrézieux
- 28 février 1965 - 21 mars 1971 : Maire d'Andrézieux-Bouthéon

Mandat parlementaire
- 5 juillet 1951 - 1er décembre 1955 : Député de la Loire